# South Lenches
South Lenches är en civil parish i Wychavon i Storbritannien. Den ligger i grevskapet Worcestershire och riksdelen England, i den södra delen av landet, 140 km nordväst om huvudstaden London.
Kustklimat råder i trakten. Årsmedeltemperaturen i trakten är 8 °C. Den varmaste månaden är juli, då medeltemperaturen är 18 °C, och den kallaste är december, med 0 °C.